# 赵文表
赵文表（？—580年），名表，字文表，天水郡西县（今甘肃省天水市秦州区）人，西魏、北周官员。

## 生平
赵文表的祖先从天水郡迁徙到南郑，世代为俸禄两千石一级的高官。赵文表的父亲赵江，性格方正严肃，有气度器量，历任东巴州刺史、计部中大夫、骠骑大将军、开府仪同三司、御伯中大夫，封昌国县伯，死后赠予虞绛二州刺史，谥号贞 。
赵文表年少时修身严谨，志向存有忠义气节，擅长骑马射箭，能在马奔驰时左右开弓。赵文表喜好读《左氏春秋》，粗略说明书中大意。赵文表以宇文泰亲信为起家官。魏恭帝元年（554年），赵文表跟随开府田弘征讨山南，以功加都督。赵文表又跟随平定南巴州和信州，升任帅都督。赵文表又跟随许国公宇文贵镇守巴蜀，代理昌城郡太守，加中军将军、左金紫光禄大夫。保定元年（561年），赵文表出任许国公府司马，转任大都督。保定五年（565年），赵文表出任畿伯下大夫，又出任许国公府长史，很快加车骑大将军、仪同三司。
赵文表之后跟随宇文贵出使突厥，迎接阿史那皇后，进退的礼法制度，都下令由赵文表掌管。赵文表商讨考虑，以定取舍，然后行动，都符合礼仪制度。等到阿史那皇后将要进入北周国境内，突厥以马匹瘦弱作为托词，行动缓慢。赵文表担心突厥有变，于是劝说突厥使者罗莫缘说：“皇后从您的国家出发，已经很长时间了，途中经过沙漠，人马疲惫。而且东部的贼寇经常窥伺间隙，吐谷浑也能制造变乱，如今您以可汗的爱女，与上国结为婚姻，竟然毫无预防的考虑，难道是人臣的体统吗？”罗莫缘认为赵文表说得对，就兼程而行，几天内到达甘州。赵文表以迎接阿史那皇后的功劳，另外封伯阳县伯，食邑六百户。
天和（568年）三年，赵文表出任梁州总管府长史。所管辖的地方名为恒棱，占地数百里，都是生獠居住的地方，生獠倚仗险要而坚固的地形，经常怀有不遵守法度的心思。赵文表率军讨伐，军队到达巴州。赵文表想要率领部众直接进军，军中官吏说：“这些獠人据守时间很长，部族兵众很强盛。征讨他们如果四面围攻，可以分散他们的势力。现在大军直进，不派遣奇兵，恐怕獠人会与我们力战，我军不一定能取胜。”赵文表说：“以前未能制服他们，如今要另外进攻。如果四面派兵，那么獠人投降逃跑都已无路，就会以死拒战。如果放他们一条生路，我们就可以显示恩威，分别派人去晓之以理。为恶的就讨伐，为善的就安抚。善恶分开后，容易谋取。凡事要有变通，为什么要遵照前人的做法？”赵文表就以此意下令全军。当时有从军的归顺獠人，很多和恒棱獠人认识亲近，将实情告诉了他们。恒棱獠人相互之间商议，正在犹豫的时候，赵文表的军队已经到了獠人的居住地。獠人居住的地方有两条路，一条比较平坦，一条非常险要。不久有没归顺的獠人酋长数人来面见赵文表说：“我担心官军不熟悉山川地形，愿意担任向导。”赵文表对他们说：“这条路宽阔平坦，不需要导引，你们先回去，好好的安慰劝说子弟。”赵文表就将他们送走，又对部下说：“以前，獠人酋长告诉我从宽路进军，必定有埋伏拦截我军。如果从险路进军，出其不意，獠人部众自然会离散。”赵文表于是率兵从险路进军，其中有不通的道路，马上修理开通。周军在高处瞭望，果然发现有埋伏。獠人的计策失败，就争相携带妻子儿女，撤退保护险要之处。赵文表在大蓬山下驻扎军队，示以祸福，獠人争相来归降。赵文表都给以安抚慰问，征收獠人的租税，没人敢反抗。后来赵文表出任蓬州刺史，赵文表为政崇尚仁爱宽容，少数民族都归向他。赵文表又加骠骑大将军、开府仪同三司，进位大将军，进爵为公  。
大象年间，赵文表出任吴州总管，当时开府于顗为吴州刺史，与赵文表素来不和。大象二年（580年），杨坚执政，相州总管尉迟迥等人起兵反对，远近之地到处骚乱，人们怀有反叛的心思。于顗认为自己家族庞大，并且是国家重臣，害怕赵文表图谋自己，策划想要先动手。于是于顗睡在寝室，假装得了心病，对左右的人说：“我看到两三个人一起到我的面前来，就会大为惊惧，就会砍杀他们，不能自控。”当时于顗的宾客前来探望病情，都不让宾客的左右随从跟着。于顗逐渐声称病越来越重，赵文表前去探望他，于顗一下猛然起身，拔刀杀死了赵文表，又大声喊道：“赵文表和尉迟迥合谋反叛，所以杀死他。”赵文表部下无人敢动，于顗命令部下状告“赵文表谋反”，快马向朝廷上奏情况。杨坚因为当时各方没有平定，担心于顗生变乱，于是任命于顗为吴州总管以安抚他。隋朝建立后，赵文表的弟弟前往京城拜见隋文帝，声称赵文表无罪，隋文帝命令查清此事，太傅窦炽等人议定判处于顗死刑，隋文帝因为于顗出生勋贵大族，特别宽恕了他，将他贬为开府，让赵文表的儿子赵仁海承袭爵位   。

## 墓地
2020年6月至2021年11月间，陕西省考古研究院在咸阳市渭城区底张街道和北杜街道发掘了赵文表的墓地。